# سام غليدل
سام غليدل (بالإنجليزية: Sam Gleadle)‏ هو لاعب كرة قدم بريطاني في مركزي نصف الجناح والوسط، ولد في 20 مارس 1996 في تشيتشستر في المملكة المتحدة. لعب مع ريال سالت ليك ونادي رينو 1868.